# Vuaqava
Vuaqava (IPA: [βu a nga βa]) je ostrov fidžijského souostroví Lau. Patří do jižního souostroví Lau. Leží 5 km jižně od ostrova Kabara na 18,83° jižní šířky a 178,92° východní délky. Má rozlohu 7,7 km².
Je to vyvýšený korálový atol s maximální výškou 107 m.
Ostrov je neobydlený, ale je navštěvován rybáři.